# Còdex Kingsborough

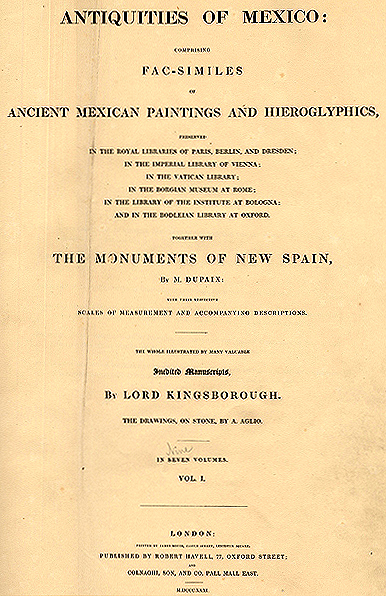
La portada de l'1.er. volum de Antiquities of Mexico.

El Còdex Kingsborough fou el conjunt de documents i manuscrits, alguns d'ells precolombins de la cultura maia com de la nàhuatl, manats a copiar per Lord Kingsborough al segle xix de diversos arxius i biblioteques europees, i que va integrar en una obra titulada Antiquities of Mexico (Antiguitats de Mèxic).
El Còdex Kingsborough conté la versió Aglio del Còdex de Dresden. En 1825-1826 l'italià Agostino Aglio va realitzar una còpia del Còdex de Dresden en blanc i negre per Lord Kingsborough. Aquest, al seu torn, la va publicar en el llibre Antiquities of Mexico que va tenir nou toms. Aglio havia preparat també una versió en color, però Kingsborough va morir abans que es publiqués.
L'obra de Kingsborough també conté làmines d'altres còdexs, entre ells el Còdex Mendoza. En algunes de les làmines, que formen part de còdexs que es van fer després de la conquesta, es mostra la condició dels indígenes originaris de Mesoamèrica en mans dels ordinaris espanyols del segle xvi i XVII.
Entre les biblioteques i arxius que va usar Lord Kingsborough per rescatar, reunir i ordenar els documents i manuscrits que va incorporar en l'anomenat Còdex Kingsborough, van estar la Biblioteca Nacional de França, la de Dresden i Berlín; la Biblioteca Imperial de Viena; la Biblioteca Vaticana; el Museu Borgia de Roma; la Biblioteca de l'Institut de Bolonia; i la Biblioteca Bodleiana de la Universitat d'Oxford, entre d'altres.
El nom de Còdex Kingsborough es va escollir com a homenatge pòstum de l'antiquari compilador. La publicació original de Lord Kingsborough, Antiquities of Mexico, va ser acabada (els tres últims volums) de manera pòstuma, ja que ell va morir prematurament de tifo a la presó, on havia estat portat pels deutes que va contraure per poder fer possible la publicació de la seva onerosa obra.